# Fargo (film)
Fargo är en amerikansk långfilm från 1996, regisserad och producerad av Joel respektive Ethan Coen samt skriven och klippt av dem båda. I huvudrollen ser vi polischefen Marge Gunderson (spelad av Frances McDormand) som utreder fallet med en kidnappad kvinna och ett antal mord i kidnappningens kölvatten. I en biroll ser vi William H. Macy som bilförsäljaren Jerry Lundegaard, i stort behov av pengar. Steve Buscemi och Peter Stormare spelar rollerna som Carl Showalter och Gaear Grimsrud, småförbrytarna som Lundegaard hyrt för att kidnappa sin egen fru.
I Sverige hade filmen premiär 15 november 1996.
2012 meddelades det att bröderna Coen ska producera en TV-serie av Fargo. Manuset skrevs av Noah Hawley och hade premiär i april 2014 på den amerikanska tv-kanalen FX.

## Handling
Vintern 1987. Jerry Lundegaard (William H. Macy) är en bilförsäljare från Minnesota med ett enda stort problem. Trots ett lyckligt familjeliv är han en desperat man. Han behöver pengar – massor av pengar. Jerry har satt sig i stor skuld att han inte ser någon annan utväg än att resa till Fargo, North Dakota och leja småförbrytarna Carl Showalter (Steve Buscemi) och Gaear Grimsrud (Peter Stormare) för att kidnappa sin egen fru och pressa sin rika svärfar på pengarna. Det verkar vara en simpel affär, men detta är innan polischefen Marge Gunderson (Frances McDormand) från staden Brainerd sätts på fallet. Den gravida poliskvinnan vaggar från spår till spår och närmar sig sakta men säkert den desperata Jerry, som i sin tur har mycket stora problem att hålla både sin svärfar och de båda kidnapparna i schack.

## Om filmen
Filmens titel syftar på staden Fargo i North Dakota i de nordvästra delarna av dem amerikanska mellanvästern, men det är väldigt få scener som faktiskt utspelas där. Det mesta av filmen spelades in i Minneapolis och Brainerd i granndelstaten Minnesota.
Filmen nominerades till sju Oscars, bland annat för bästa film (Ethan Coen), bästa regi (Joel Coen), bästa manliga biroll (William H. Macy), bästa foto (Roger Deakins) och bästa klippning ("Roderick Jaynes" = Joel Coen och Ethan Coen). Den vann till slut två Oscars, en för bästa kvinnliga huvudroll (Frances McDormand) och en för bästa originalmanus (Joel Coen och Ethan Coen). 

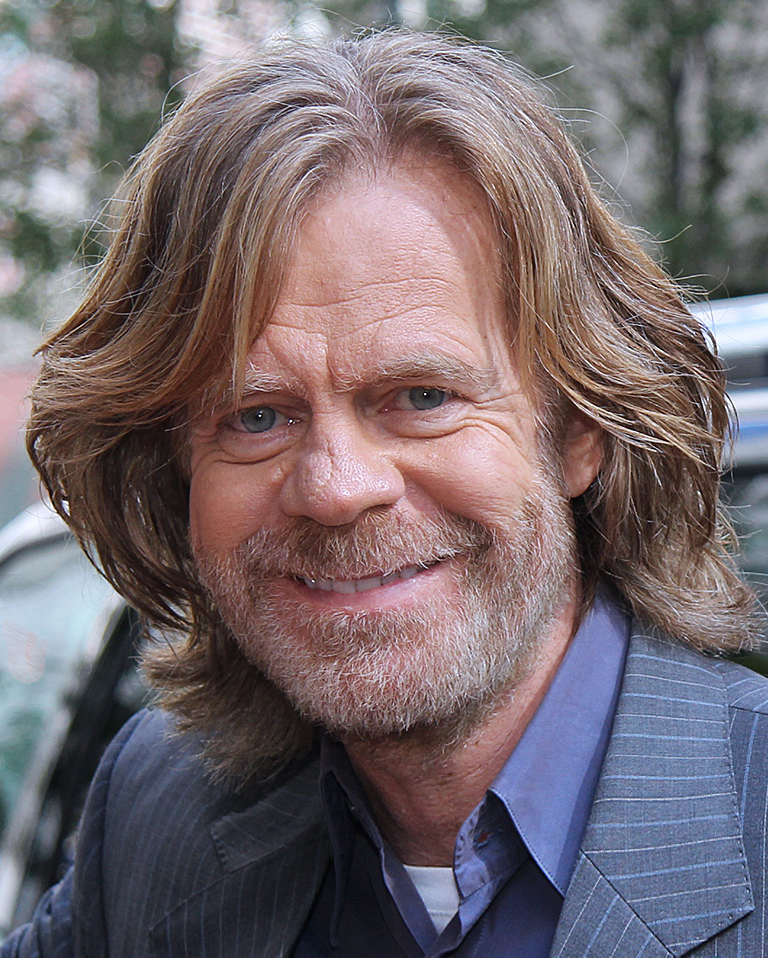
William H. Macy.

William H. Macy var så pass intresserad av att spela den efter pengar så desperate bilförsäljaren Jerry Lundegaard i filmen att han provspelade för rollen två gånger, vilket han berättade för Entertainment Weekly 2016. Först provspelade han i Los Angeles och sedan följde han efter bröderna Coen till New York för en andra provspelning efter att ha fått reda på att de skulle anordna med provspelningar även där. Macy ville inte att Joel och Ethan Coen skulle sabba projektet genom att ge rollen till någon annan, eftersom han ansåg sig själv som gjord för att spela Jerry Lundegaard.
I en scen i filmen går Jerry Lundegaard till sin bil på en öde och snöig parkeringsplats för att sedan helt tappa besinningen medan han skrapar bort frost från bilens vindruta med en isskrapa, vilket Macy tyckte var en scen som stämde väl överens med hans eget lynne.
| ”                                                                              | Om det inte stod i manuset så var det Joels påhitt att jag skulle börja skrapa vindrutan för att sedan helt tappa besinningen. Jag tror att de på det stora hela gav mig friheten att själv bestämma över hur det skulle se ut. Vi gjorde kanske två tagningar. Jag minns att det var ett problem om de skulle behöva lägga ny frost på vindrutan. De var oroliga för det, men det var inget problem. Det får mig att tro att vi satte scenen på första eller andra tagningen. Det var rakt ur min egen verktygslåda. Det är sådär jag tappar besinningen. Jag är lutheran. Jag brusar sällan upp, men när det väl händer så har det ingenting med verkligheten att göra. Det ser ut så där, verkningslöst och rätt fånigt. | „ |
| – William H. Macy om scenen i Fargo där han skrapar bort is från en vindruta., | |   |

## Skådespelare
| Frances McDormand  | – Marge Gunderson   |
| William H. Macy    | – Jerry Lundegaard  |
| Steve Buscemi      | – Carl Showalter    |
| Harve Presnell     | – Wade Gustafson    |
| Peter Stormare     | – Gaear Grimsrud    |
| Kristin Rudrüd     | – Jean Lundegaard   |
| Tony Denman        | – Scotty Lundegaard |
| Steve Reevis       | – Shep Proudfoot    |
| Larry Brandenburg  | – Stan Grossman     |
| John Carroll Lynch | – Norm Gunderson    |
| Steve Park         | – Mike Yanagita     |
| Cliff Rakerd       | – konstapel Olson   |

## Musik
Musiken till filmen komponerades av Carter Burwell som tidigare gjort musiken till bröderna Coens filmer Blood Simple (1984), Arizona Junior (1987), Miller's Crossing (1990), Barton Fink (1991) och Strebern (1994). Fargos musikaliska huvudtema – Fargo, North Dakota – är baserat på den norska folkmusikanten Annbjørg Liens låt Den bortkomne sauen ("Det förlorade fåret") från hennes album Felefeber från 1994. Musiken gavs ut på skiva av TVT Soundtrax 1996, tillsammans med musik från bröderna Coens tidigare film Barton Fink som Burwell också gjort musiken till.
Darryl Cater på AllMusic gav skivan 4.5 poäng av 5 möjliga och poängterade att Burwells "mörka mystiska orkestreringar" spelar en "signifikativ stilistisk roll" i Fargo.

### Låtlista
Spår 1–16 från Fargo. Spår 17–24 från Barton Fink.

(TVT Soundtrax – TVT 8010-2. USA: 1996.)
| 1.           | Fargo, North Dakota         | 2:48  |
| 2.           | Moose Lake                  | 0:41  |
| 3.           | A Lot of Woe                | 0:53  |
| 4.           | Forced Entry                | 1:23  |
| 5.           | The Ozone                   | 0:58  |
| 6.           | The Trooper's End           | 1:04  |
| 7.           | Chewing on It               | 0:53  |
| 8.           | Rubbernecking               | 2:05  |
| 9.           | Dance of the Sierra         | 1:25  |
| 10.          | The Mallard                 | 1:02  |
| 11.          | Delivery                    | 4:47  |
| 12.          | Bismark, North Dakota       | 1:04  |
| 13.          | Paul Bunyon                 | 0:34  |
| 14.          | The Eager Beaver            | 3:13  |
| 15.          | Brainerd, Minnesota         | 2:41  |
| 16.          | Safe Keeping                | 1:45  |
| 17.          | Fade In                     | 1:08  |
| 18.          | Big Shoes                   | 1:33  |
| 19.          | Love Theme from Barton Fink | 1:21  |
| 20.          | Barton in Shock             | 1:57  |
| 21.          | Typing Montage              | 2:11  |
| 22.          | The Box                     | 3:05  |
| 23.          | Barton in Flames            | 0:57  |
| 24.          | Fade Out – The End          | 3:37  |
| Total längd: | Total längd:                | 43:05 |

### Engelska originalcitat
1. ↑  "If it wasn't script, it was Joel's idea that I start scraping the window and just lose my s–t. I think they sort of left it to me as to what that would look like. We might have done it twice. I remember that there was an issue, that they would have to re-frost the window. They were worried about that, but it wasn't an issue. It leads me to believe that we got it on the first or second take. That's right out of my wheelhouse. That's the way I lose it. I'm Lutheran. I rarely blow, but when I do, it has nothing to do with reality. It looks like that, ineffectual and kind of silly.